# Communauté de communes Montrevault Communauté
La communauté de communes Montrevault Communauté est une ancienne communauté de communes française située dans le département de Maine-et-Loire et la région Pays de la Loire.
La création de la commune nouvelle de Montrevault-sur-Èvre entraîne sa suppression à la date du 15 décembre 2015 et ses compétences sont transférées à Montrevault-sur-Èvre.
Elle se situait dans la région des Mauges et faisait partie du syndicat mixte pays des Mauges.

## Composition
La communauté de communes Montrevault Communauté regroupait onze communes :
| Nom                        | Code Insee | Gentilé          | Superficie (km2) | Population (dernière pop. légale) | Densité (hab./km2) |
| -------------------------- | ---------- | ---------------- | ---------------- | --------------------------------- | ------------------ |
| Montrevault (siège)        | 49218      | Montrebelliens   | 2,66             | 1 294 (2013)                      | 486                |
| La Boissière-sur-Èvre      | 49033      | Buissiérains     | 6,02             | 420 (2013)                        | 70                 |
| Chaudron-en-Mauges         | 49083      | Caldéronnais     | 25,71            | 1 471 (2013)                      | 57                 |
| La Chaussaire              | 49085      | Chaussairois     | 12,20            | 803 (2013)                        | 66                 |
| Le Fief-Sauvin             | 49137      | Sauvinois        | 30,29            | 1 666 (2013)                      | 55                 |
| Le Fuilet                  | 49145      | Fuiletais        | 15,43            | 1 949 (2013)                      | 126                |
| Le Puiset-Doré             | 49252      | Puiset-Doréens   | 22,62            | 1 182 (2013)                      | 52                 |
| Saint-Pierre-Montlimart    | 49313      | Montlimartois    | 22,29            | 3 404 (2013)                      | 153                |
| Saint-Quentin-en-Mauges    | 49314      | Saint Quentinois | 21,31            | 1 059 (2013)                      | 50                 |
| Saint-Rémy-en-Mauges       | 49316      | Rémygeois        | 21,56            | 1 485 (2013)                      | 69                 |
| La Salle-et-Chapelle-Aubry | 49324      | Aubryens         | 18,76            | 1 331 (2013)                      | 71                 |

## Historique
Le syndicat intercommunal à vocations multiples de Montrevault (SIVOM) se transforme en communauté de communes du canton de Montrevault le 1er janvier 1994, par arrêté préfectoral du 29 décembre 1993,.
En novembre 2011, la communauté de communes modifie ses compétences optionnelles, pour l'entretien de la voirie communautaire.
L'intercommunalité change de nom le 1er janvier 2012 : la « communauté de communes du canton de Montrevault » devient « Montrevault Communauté »,.
En 2014, un projet de fusion de l'ensemble des communes de l'intercommunalité se dessine. Le 6 juillet 2015, les conseils municipaux de l'ensemble des communes du territoire communautaire votent la création d'une commune nouvelle au 15 décembre 2015, sous le nom de « Montrevault-sur-Èvre », dont la création a été officialisée par arrêté préfectoral du 5 octobre 2015.

## Administration

### Présidence
| Période                                    | Période          | Identité                 | Étiquette | Qualité                                                                                    |
| ------------------------------------------ | ---------------- | ------------------------ | --------- | ------------------------------------------------------------------------------------------ |
| Syndicat intercommunal à vocation multiple |                  |                          |           |                                                                                            |
| Les données manquantes sont à compléter.   |                  |                          |           |                                                                                            |
| ?                                          | décembre 1993    | Christian de Villoutreys | UDF-PR    | Maire de Chaudron-en-Mauges (1972 → 1995) Conseiller général de Montrevault (1972 → 1992)  |
| Communauté de communes                     |                  |                          |           |                                                                                            |
| janvier 1994                               | 1995             | Jean Huchon              | UDF       | Maire de la Salle-et-Chapelle-Aubry (1983 → 1995) Sénateur de Maine-et-Loire (1983 → 2001) |
| 1995                                       | avril 2001       | Jean-Marie Reveau        |           | Maire du Fief-Sauvin (1989 → 2001)                                                         |
| avril 2001                                 | avril 2008       | Jean-Claude Morinière    | DVD       | Maire de Saint-Pierre-Montlimart (1995 → 2008)                                             |
| avril 2008                                 | 14 décembre 2015 | Alain Vincent            | DVD       | Maire du Fuilet (2001 → 2015)                                                              |

## Population

### Démographie
| 1994 | 1997 | 2000 | 2003 | 2006   | 2009   | 2012   |
| ---- | ---- | ---- | ---- | ------ | ------ | ------ |
| -    | -    | -    | -    | 14 795 | 15 491 | 15 981 |

### Logement
On comptait en 2009, sur le territoire de la communauté de communes, 6 582 logements, pour un total sur le département de 360 144. 93 % étaient des résidences principales, et 78 % des ménages en étaient propriétaires.

### Revenus
En 2010, le revenu fiscal médian par ménage sur la communauté de communes était de 16 438 €, pour une moyenne sur le département de 17 632 €.

## Économie
Sur 1 185 établissements présents sur l'intercommunalité à fin 2010, 34 % relevaient du secteur de l'agriculture (pour 17 % sur l'ensemble du département), 7 % relevaient du secteur de l'industrie, 12 % du secteur de la construction, 37 % du secteur du commerce et des services (pour 53 % sur le département) et 10 % de celui de l'administration et de la santé.